# 揚尼斯·提馬
揚尼斯·提馬（1992年7月2日—2024年12月17日），拉脫維亞籃球運動員。他現在效力於俄羅斯球隊聖彼得堡澤尼特籃球俱樂部。他曾經參加2013年NBA選秀。他也代表拉脫維亞國家男子籃球隊參賽。
2024年12月17日於俄羅斯跳樓身亡。